# Oddisee
Oddisee, de son vrai nom Amir Mohamed el Khalifa, est un rappeur, compositeur et producteur de musique américain originaire de Washington, DC. Il est l'un des trois membres du groupe Diamond District et fait également partie du Low Budget Crew.

## Biographie
Oddisee est né d'une mère afro-américaine et d'un père soudanais et a été élevé à Largo dans le Comté de Prince George, Maryland avant de s'installer à Washington, après le lycée.
En 2010, Oddisee sort l'album Traveling Man chez Mello Music Group. La même année, sa mixtape Odd Spring fait partie de la liste des meilleures mixtapes locales de hip-hop du Washington Post. En 2011, Oddisee publie Rock Creek Park, un opus classé « mixtape de la semaine » par Stereogum. Odd Seasons, une série d'EPs publiés au cours de l'année passée, est édité en LP,.
En 2012, sort l'album studio People Hear What They See, suivi, en 2013, de The Beauty in All et Tangible Dream. 
En 2015, Oddisee sort The Good Fight, album salué par la critique spécialisée.

## Style et influences

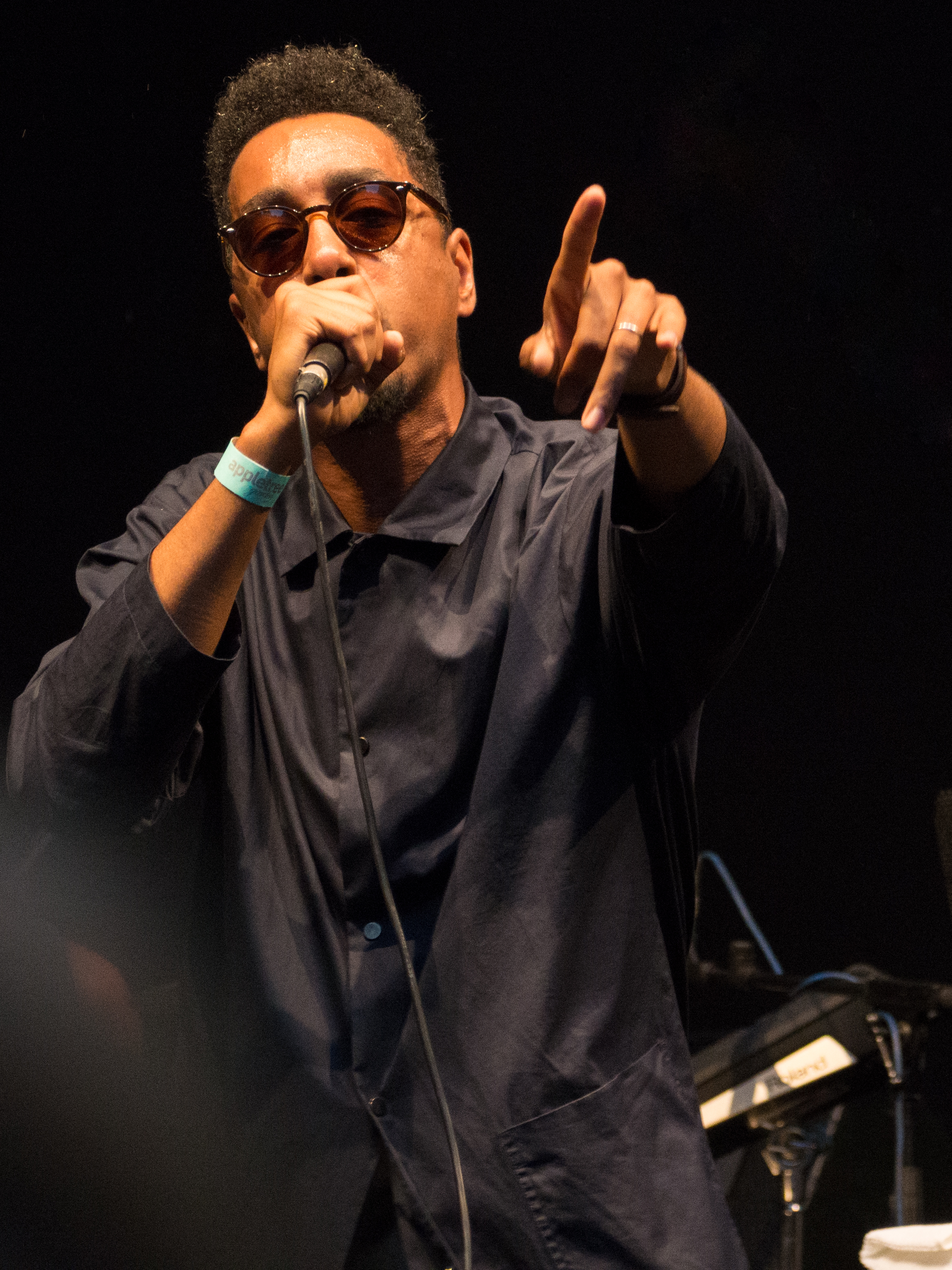
Oddisee se produisant au Appletree Garden Festival à Diepholz, Allemagne, 2016.

Oddisee a tout d'abord été influencé par l'héritage de ses parents combiné au hip-hop que lui faisaient écouter ses cousins. Dans une interview donnée à NPR Music, il explique qu'il a également été influencé par des artistes de la Côte Est comme Rakim ou encore A Tribe Called Quest : « Ces rappeurs ne parlent pas de drogues ou de meurtres et je peux davantage m'identifier à leurs textes. » Ses paroles abordent des sujets très variés comme sa ville natale, l'ennui ou encore l'inégalité. Sa chanson I'm from PG est clairement une ode à sa ville natale.
Oddisee partage un même style avec un certain nombre de MCs du District de Columbia, du Maryland et de Virginie, une zone connue sous le nom de DMV, dont la volonté est de créer une musique originale utilisant des percussions qui swinguent et des rythmes identifiables. Le rappeur déclare souvent que son producteur favori est Chief Tony, originaire de Virginia.

## Discographie

### Albums studio
- 2008 : 101
- 2009 : Mental Liberation
- 2010 : Traveling Man
- 2012 : People Hear What They See
- 2013 : The Beauty in All
- 2013 : Tangible Dream
- 2015 : The Good Fight
- 2017 : The Iceberg
- 2020 : Odd Cure
- 2023 : To What End

### Albums collaboratifs
- 2009 : New Money (avec Trek Life)
- 2009 : In the Ruff (avec YU et Uptown XO, sous le nom Diamond District)
- 2014 : March on Washington (avec YU et Uptown XO, sous le nom Diamond District)

### Compilation
- 2011 : Odd Seasons

### Mixtapes
- 2005 : Instrumental Mixtape Volume One
- 2006 : The Remixture Vol. 1
- 2006 : Foot in the Door
- 2006 : Instrumental Mixtape Vol. 2
- 2009 : Odd Summer
- 2009 : Odd Autumn
- 2010 : Odd Winter
- 2010 : Odd Spring
- 2011 : Rock Creek Park

### EPs
- 2008 : Good Tree EP
- 2008 : Hear My Dear EP
- 2012 : Odd Renditions Vol. 001 EP
- 2016 : AlWasta